# Passiflora apoda
Passiflora apoda är en passionsblomsväxtart som beskrevs av Hermann August Theodor Harms. Passiflora apoda ingår i släktet passionsblommor, och familjen passionsblomsväxter. Inga underarter finns listade i Catalogue of Life.

## Bildgalleri

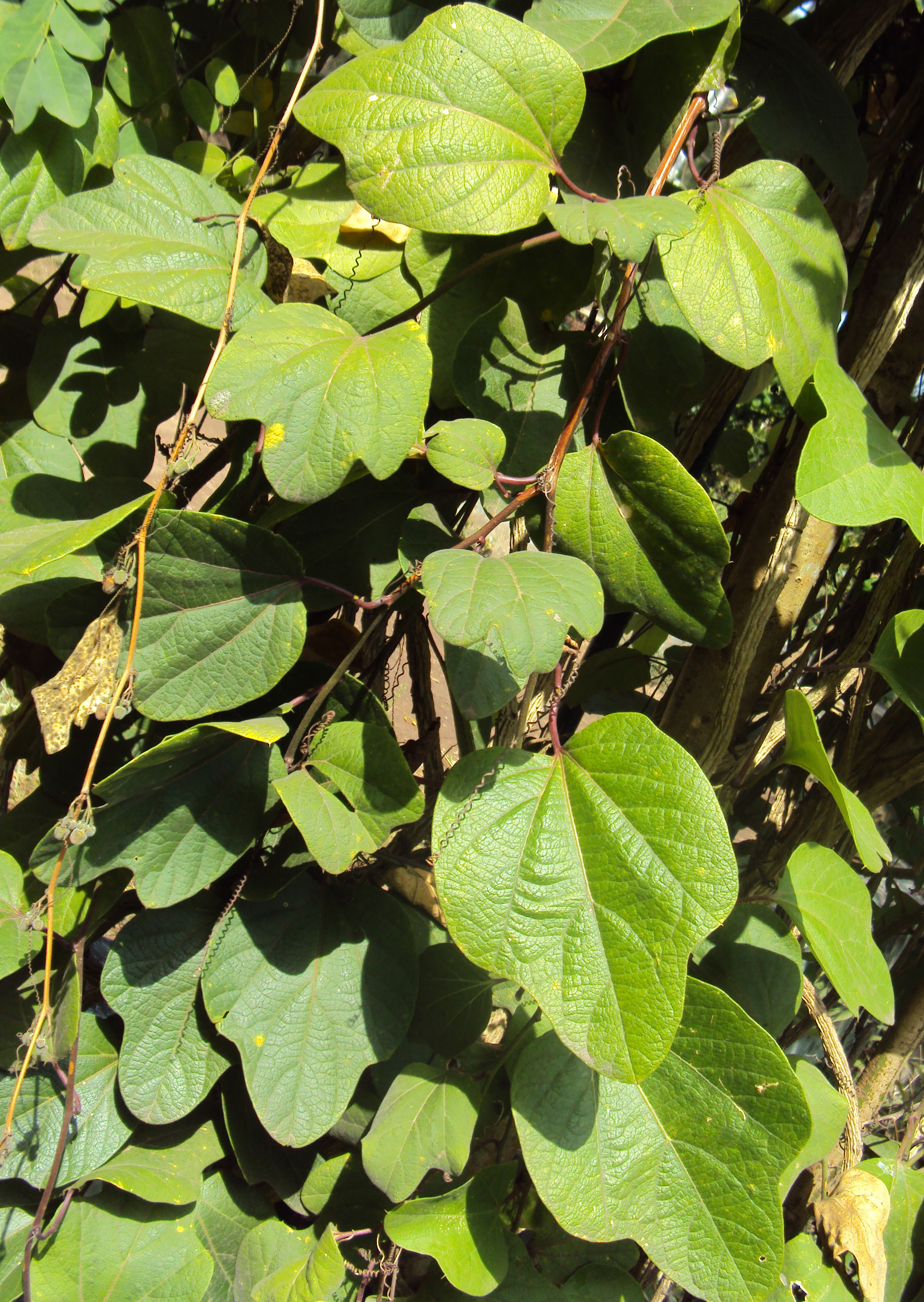